# Menselijk meubilair

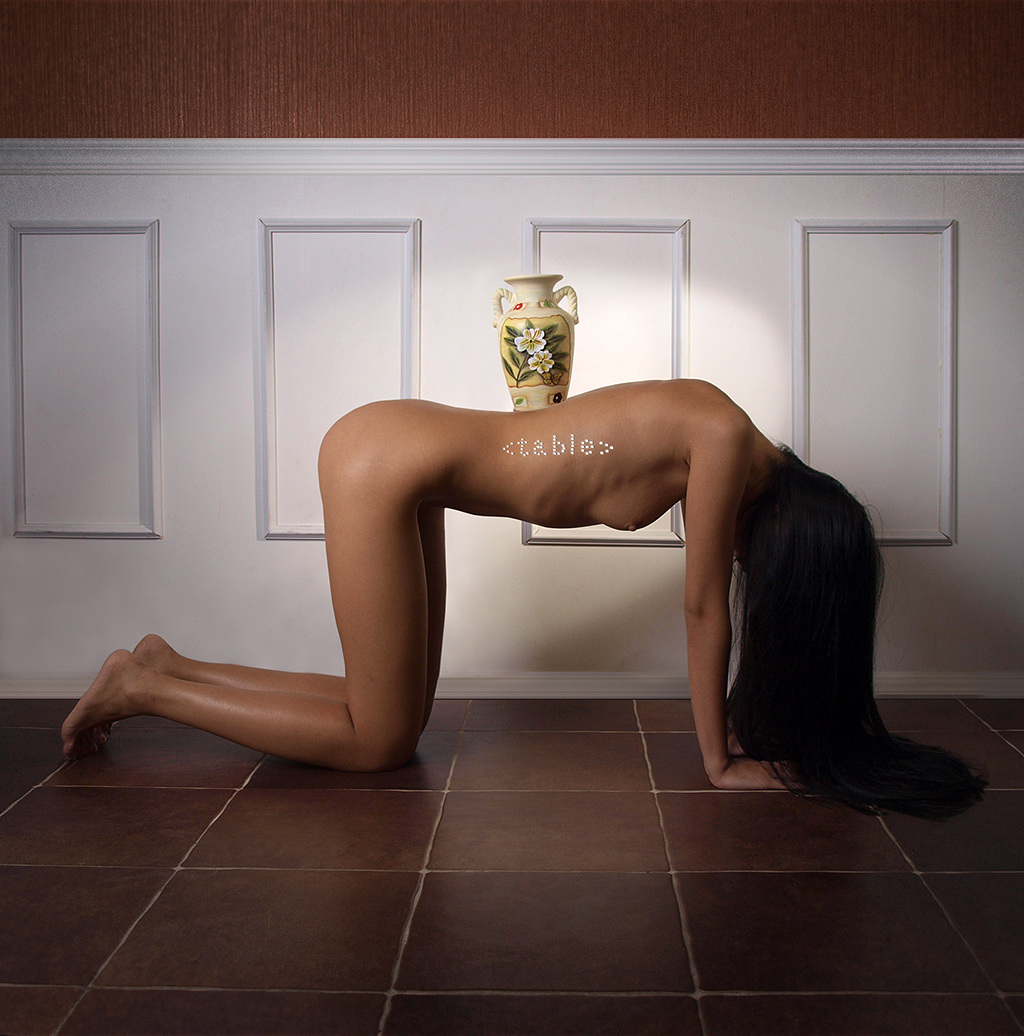
Een naakte vrouw poserend als een decoratieve tafel.

Menselijk meubilair is meubilair waarin het lichaam van een persoon wordt gebruikt als dienblad, voetenbankje, stoel, tafel, kast of ander meubel. In sommige gevallen wordt in plaats daarvan een sculptuur van een menselijk lichaam gebruikt. Voorbeelden van menselijke meubels zijn verschenen in de moderne kunst. Fornifilie is de praktijk van het maken van menselijk meubilair in fetisjfotografie en bondage.

## Kunst
Een model dat als menselijk meubilair wordt gebruikt, kan naakt of halfnaakt zijn om de erotische of esthetische aantrekkingskracht te vergroten. Een klassiek voorbeeld van de weergave van menselijk meubilair als kunst is de set van drie sculpturen Hatstand, Table and Chair, gemaakt in 1969 door de Britse popartiest Allen Jones, die halfnaakte blanke vrouwen in de rol van meubels laten zien. Het kunstwerk van Allen Jones was het onderwerp van een feministisch protest toen het in 2012 bij Sotheby's werd geveild.
De Noorse kunstenaar Bjarne Melgaard creëerde een sculptuur genaamd Chair die dezelfde vorm heeft als de Allen Jones-stoel, maar een zwarte vrouw afbeeldt. In 2014 veroorzaakte kunstverzamelaar Dasha Zhukova, de partner van de Russische miljardair Roman Abramovitsj, controverse door op een foto te verschijnen terwijl zij op Melgaards stoel zat. Zhukova verontschuldigde zich voor de foto en zei dat ze "racisme volkomen verafschuwt en haar excuses wil aanbieden aan iedereen die beledigd is door deze afbeelding".
De Japanse fetisjkunstenaar Namio Harukawa beeldde voluptueuze vrouwen af, die mannen domineerden en gebruikten als menselijk meubilair.

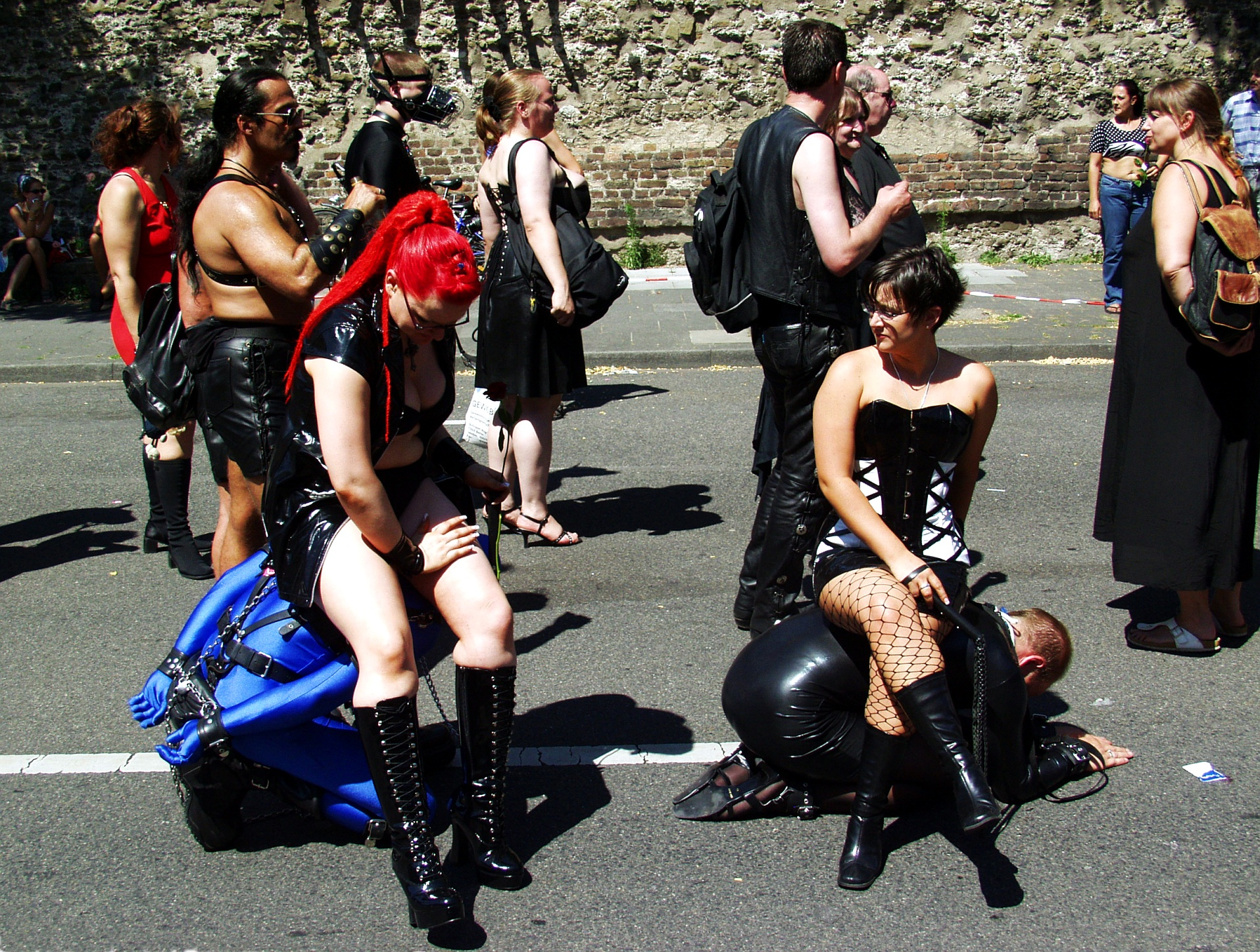
Dominatrices die op onderdanige mannen zitten door ze als stoelen te gebruiken, Cologne Pride, 2006.

De term fornifilie is bedacht door bondagekunstenaar Jeff Gord die zich specialiseerde in het subgenre en de website "House of Gord" over dit onderwerp ontworp. Fornifilie als een vorm van onderdanigheid houdt meestal in dat de proefpersoon stevig vastgebonden is en naar verwachting gedurende een langere periode onbeweeglijk zal blijven. Gord zei dat de maximale periode die hij gebruikte afhing van de gebruikte bondagetechnieken, maar over het algemeen niet langer was dan twee uur. Gord waarschuwde ook dat de gevaren die inherent zijn aan fornofilie inhouden dat het alleen door experts mag worden uitgevoerd. Gord gebruikte gags in sommige van zijn creaties. Een gag is een mondknevel die als primair doel heeft seksuele objectivering of erotische vernedering. Goede veiligheid vereist frequente controles van het welzijn van de onderdanige.

## In fictie

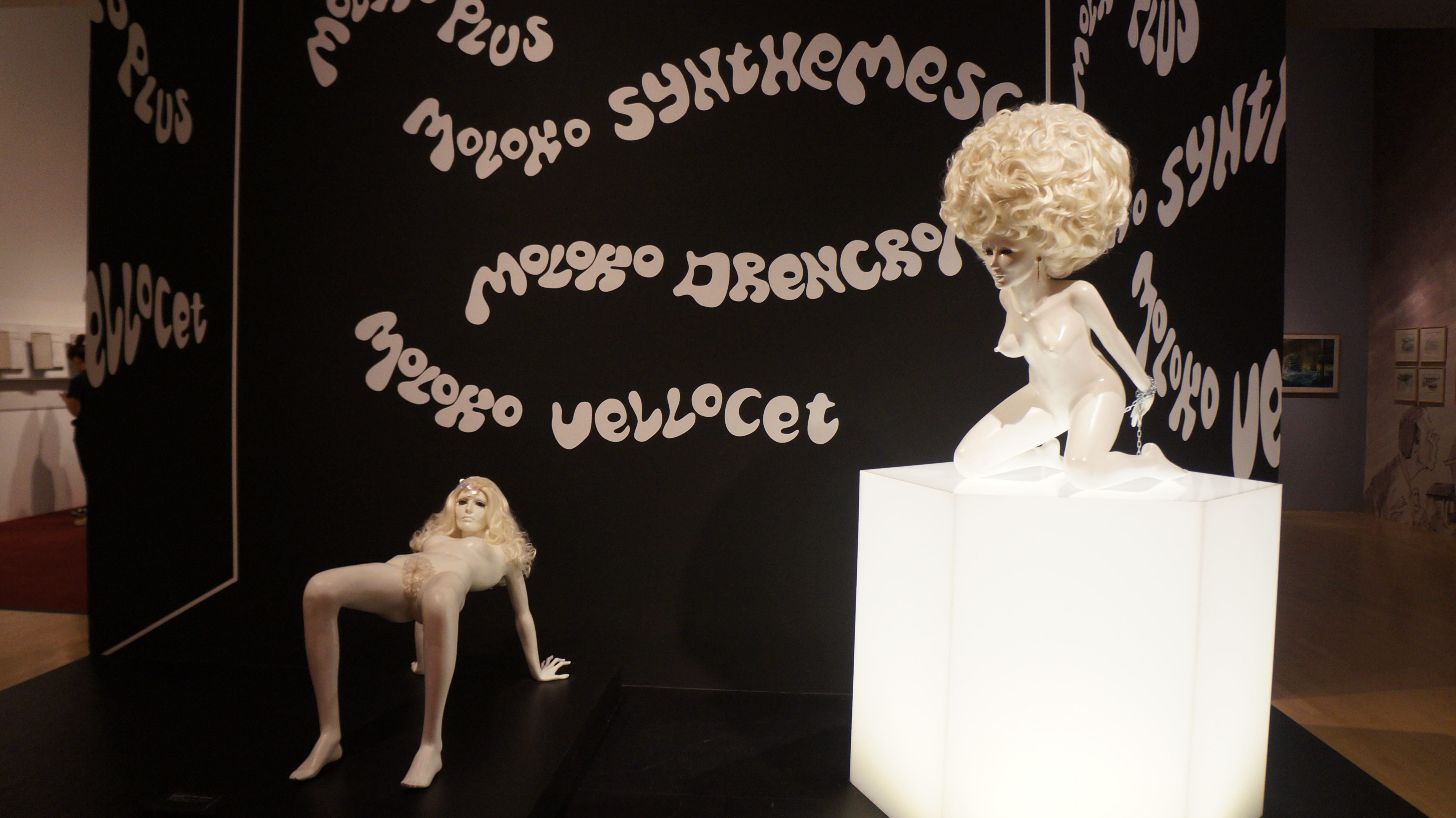
Menselijke meubelen van A Clockwork Orange

De film A Clockwork Orange uit 1971 bevat een scène van een bende die in de Korova Milk Bar zit, die is ingericht met tafels in de vorm van naakte vrouwen.
In aflevering 7 van de Netflix-serie Squid Game uit 2021, worden de anonieme VIP's die zijn uitgenodigd om naar de bloedsport te kijken, omringd door menselijke meubels, die uitgebreide bodypaint dragen.